# Moeshorn
Moeshorn (Gronings: Moushörn) is een streekje in de gemeente Het Hogeland. Het streekje ligt bij Uithuizen, direct ten oosten van de Menkemaborg. Het Groningse woord moes of  mous betekent boerenkool en horn is hoek. De naam betekent dus letterlijk: boerenkoolhoek.
Door het streekje loopt de Moeshornweg. Deze weg valt samen met een oude dijk die dateert uit de elfde eeuw. Aan de weg staat nog een boerderij, de Albrondaheerd die op een huiswierde ligt. De weg gaat over in een fietspad naar Oldenzijl.

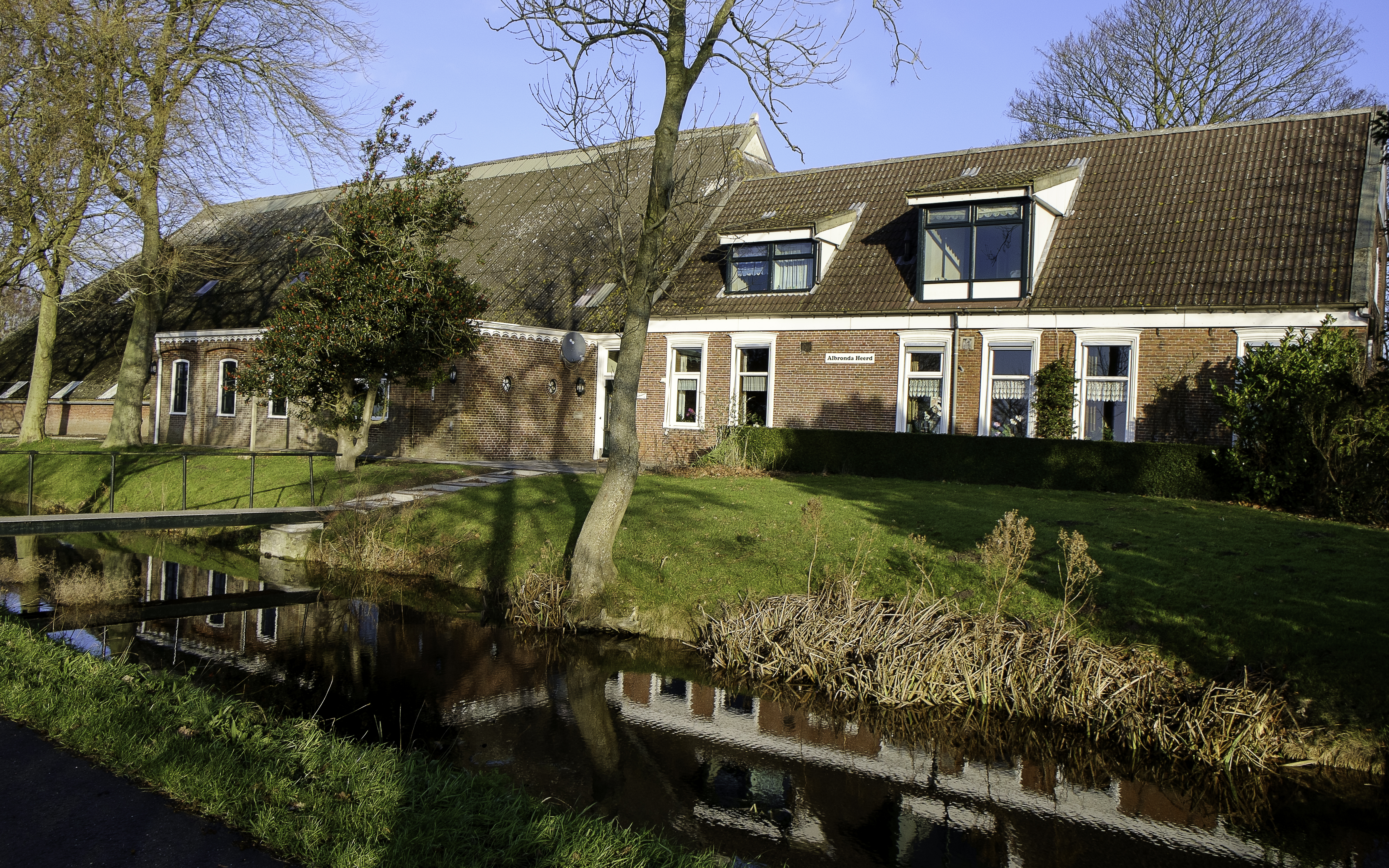
Albrondaheerd